# Čilski plamenac
Čileski plamenac (Čileanski plamenac, lat. Phoenicopterus chilensis) je velika vrsta plamenca povezana s karipskim i ružičastim plamencom. 

## Opis
Visok je između 1,1 i 1,3 m, a težak između 2,5 i 3,5 kilograma. Ima raspon krila od 1,2-1,5 m. Ružičaste je boje u odrasloj dobi. Ima duge sive noge s ružičastim koljenima. Kljun mu je u donjem dijelu zakrivljen, a više od pola ga je crne boje. Pokrov uskih krila je crvene boje, osim primarnog i sekundarnog letnog perja, koje je tamnoružičaste i crne boje.

## Stanište
Čileanski plamenac živi u toplim, tropskim staništima Južne Amerike. Živi na nadmorskim visinama od razine mora do 4.500 m iznad mora. Nastanjuje blatna, plitka jezera koja mogu biti alkalna ili boćata. Na tom je području tlo neplodno, slično pustinjskome. 

## Ponašanje
Čileanski plamenac jako je društvena ptica. Živi u kolonijama koje se mogu sastojati od nekoliko desetaka do nekoliko tisuća jedinki. Rijetke su skupine koje se sastoje od samo nekoliko jedinki. Velika skupina njegova je glavna obrana od grabežljivaca. 
Najveći dio dana potroši na hranjenje, čišćenje perja, odmor i kupanje. Kada je u velikim skupinama, jako je glasan. To je jako važno da bi se skupina održala na okupu.
Ima dobar vid i sluh, ali su mu slabo razvijena osjetila okusa i mirisa, što je uobičajeno kod ptica.

## Prehrana
Prehrana čileanskog plamenca sastoji se od vodenih beskralježnjaka (kao što su rakovi i mekušci), dijatomeja i algi. Pretežito se hrani tijekom dana, a kljun mu je neobično savijen prema dolje, što mu omogućuje lakše uzimanje hrane. Filtrira vodu, njegov jezik miče se gore-dolje izbacujući vodu iz kljuna.

## Razmnožavanje
Čileanski plamenac gnijezdi se u kolonijama koje se sastoje od tisuća jedinki. Gniježdenje se događa nakon rituala udvaranja tijekom travnja i svibnja
. Ove ptice obično svake godine nalaze nove partnere za gniježdenje.
Ptice polažu jedno bijelo jaje na vrhu blatnog nasipa promjera 15 cm i visoka 50-ak cm u plitkoj vodi. Nasip služi kao zaštita od vrućine i vode iz tla. Oba roditelja inkubiraju jaje 27-31 dan. Brane svoje gnijezdo za vrijeme gniježdenja, inače su neteritorijalni.
Roditelji ptića hrane voljkinim "mlijekom". Kada ptići nauče hodati, skupe se u velike skupine, takozvane "škole", koje nadzire nekoliko odraslih jedinki. 
Kad se izlegne, ptiću je perje prljavobijele ili sive boje, a kljun mu je ravan. Nakon nekoliko mjeseci, donji dio kljuna postaje zakrivljen. S dvije godine starosti ptić dobiva perje odrasle ptice. Sa 6 godina stječe spolnu zrelost. Može doživjeti 50 godina u divljini, a 40 godina u zatočeništvu.

## Populacija i status zaštite
Sredinom 1970-ih populacija čileanskog plamenca bila je procijenjena na 500.000 jedinki. Prema novijim istraživanjima, u Argentini se nalazi 100.000 jedinki, u Čileu 30.000, te nekoliko desetaka tisuća u Peruu i Boliviji, prema čemu populacija broji oko 200.000 jedinki. Populacija je dosta opala, pa je status zaštite ove vrste "smanjeni rizik" (NT). 
Glavne prijetnje ovim pticama su intenzivno skupljanje jaja, zahvaćanje vode za navodnjavanje, rudarstvo, lov i turisti.

## Vanjske poveznice
|  | Zajednički poslužitelj ima stranicu o temi Phoenicopterus chilensis    |
|  | Zajednički poslužitelj ima još gradiva o temi Phoenicopterus chilensis |
|  | Wikivrste imaju podatke o taksonu Phoenicopterus chilensis             |